# Parḷḷeiru
Parḷḷeiru är en ort i Spanien.   Den ligger i provinsen Province of Asturias och regionen Asturien, i den nordvästra delen av landet, 400 km nordväst om huvudstaden Madrid. Parḷḷeiru ligger 604 meter över havet och antalet invånare är 175.
Terrängen runt Parḷḷeiru är kuperad. Runt Parḷḷeiru är det ganska glesbefolkat, med 21 invånare per kvadratkilometer. Närmaste större samhälle är Navia, 15,3 km norr om Parḷḷeiru. I omgivningarna runt Parḷḷeiru växer i huvudsak blandskog.